# Artibeus phaeotis
Artibeus phaeotis är en däggdjursart som först beskrevs av Miller 1902.  Artibeus phaeotis ingår i släktet Artibeus, och familjen bladnäsor. IUCN kategoriserar arten globalt som livskraftig. Arten tillhör undersläktet Dermanura som ofta godkänns som släkte.
Inga underarter finns listade i Catalogue of Life. Wilson & Reeder (2005) skiljer mellan fyra underarter.
Arten är med en kroppslängd (huvud och bål) av 51 till 60 mm en liten fladdermus och den saknar synlig svans. Den har 35 till 42 mm långa underarmar, 8 till 12 mm långa bakfötter och 14 till 18 mm långa öron. Den tjocka och mjuka pälsen har en gråbrun färg med vissa variationer. På varje sida av ansiktet förekommer ovanför och nedanför ögat en ljus horisontal strimma. Vingarna är främst svarta med ett genomskinligt område på varje sida. Den del av flygmembranen som ligger mellan bakbenen är ljusare och glest täckt med hår. De bruna öronen har hos flera exemplar en vit kant. Liksom andra familjemedlemmar har Artibeus phaeotis hudflikar på näsan (bladet) med ett spjutformat utskott. I varje käkhalva finns 2 framtänder, en hörntand, 2 premolarer och 2 molarer.
Denna fladdermus förekommer i Centralamerika och norra Sydamerika. Utbredningsområdet sträcker sig från västra Mexiko till Ecuador och norra Brasilien. Habitatet utgörs av tropiska skogar och av fruktodlingar i låglandet och i låga bergstrakter upp till 1200 meter över havet.
Individerna skapar av stora blad ett slags tält där de vilar. De äter främst frukter samt pollen och insekter. De flesta ungar föds i april och i september.
Artepitet i det vetenskapliga namnet är grekiska och betyder mörkt. Det syftar på den mörka pälsen.